# Sola (Rogaland)
Sola es un municipio en la provincia de Rogaland, Noruega. Cubre una superficie de 69 km² y cuenta con una población de 25 708 habitantes según el censo de 2015. Sola se encuentra en el norte del distrito tradicional de Jæren y limita con los municipios de Stavanger, Klepp y Sandnes. En la parte occidental de Sola hay 5 km de playas largas y arenosas del mar del Norte.
Normalmente experimenta fuertes vientos y grandes olas, por lo que las playas de arena de Sola son un lugar popular y privilegiado para la práctica del windsurf. El aeropuerto de Stavanger-Sola está situado en el municipio. También se encuentra el arboretum Rogaland Arboret.
El asentamiento de Sola tiene sus orígenes en la Edad de Piedra. El antiguo municipio de Håland se escindió en los de Sola y Madla en 1930.

## El nombre
El municipio —anteriormente parroquia— toma su nombre de la granja Sola (en nórdico antiguo: Sóli), a partir de que la primera iglesia fuera edificada allí. El nombre es muy antiguo, y el significado es desconocido, si bien la presencia de la palabra nórdica sol —que se traduce como «Sol»— puede tener alguna relación con él.

## Escudo de armas
El escudo de armas fue diseñado en tiempos modernos (1982). Muestra dos olas sobre fondo azul, que simbolizan las playas del municipio.

## Historia
Según Snorri Sturluson la batalla de Hafrsfjord ocurrió en el año 872 d. C., probablemente en las afueras de Ytraberget. Harald I de Noruega, el primer rey de Noruega, es recordado entre otras cosas por unificar Noruega en esta batalla notable. 
La cruz de piedra de Tjora se fecha alrededor del año 1150. En épocas cristianas tempranas, estas cruces de piedra fueron utilizadas señalando un lugar de encuentro para las ceremonias religiosas antes de que fueran construidas las iglesias. Las actuales ruinas de la iglesia de Sola, se edificaron sobre las ruinas de otra iglesia de piedra anterior, del Románico que se fecha en el año 1120. La iglesia de piedra substituyó probablemente a una iglesia de madera más vieja en el área. Esta iglesia de madera era posiblemente la que Erling Skjalgsson había construido cuando se convirtió al cristianismo a finales del siglo X. 
Una historia fascinante subyace detrás de esta iglesia única. El artista Johan Bennetter (1822-1904) utilizó la iglesia como estudio y vivió allí con su familia. Durante la Segunda Guerra Mundial, la mayor parte de la iglesia fue demolida. Fue reconstruida más adelante, y la restauración fue acabada en el 1995. En el área de las ruinas de la iglesia de Sola, hay un monumento dedicado a Erling Skjalgsson (975-1028), uno de los hombres más famosos de Sola. Se le ha dado el honor a este notable líder Vikingo de introducir cristianismo en Sola.

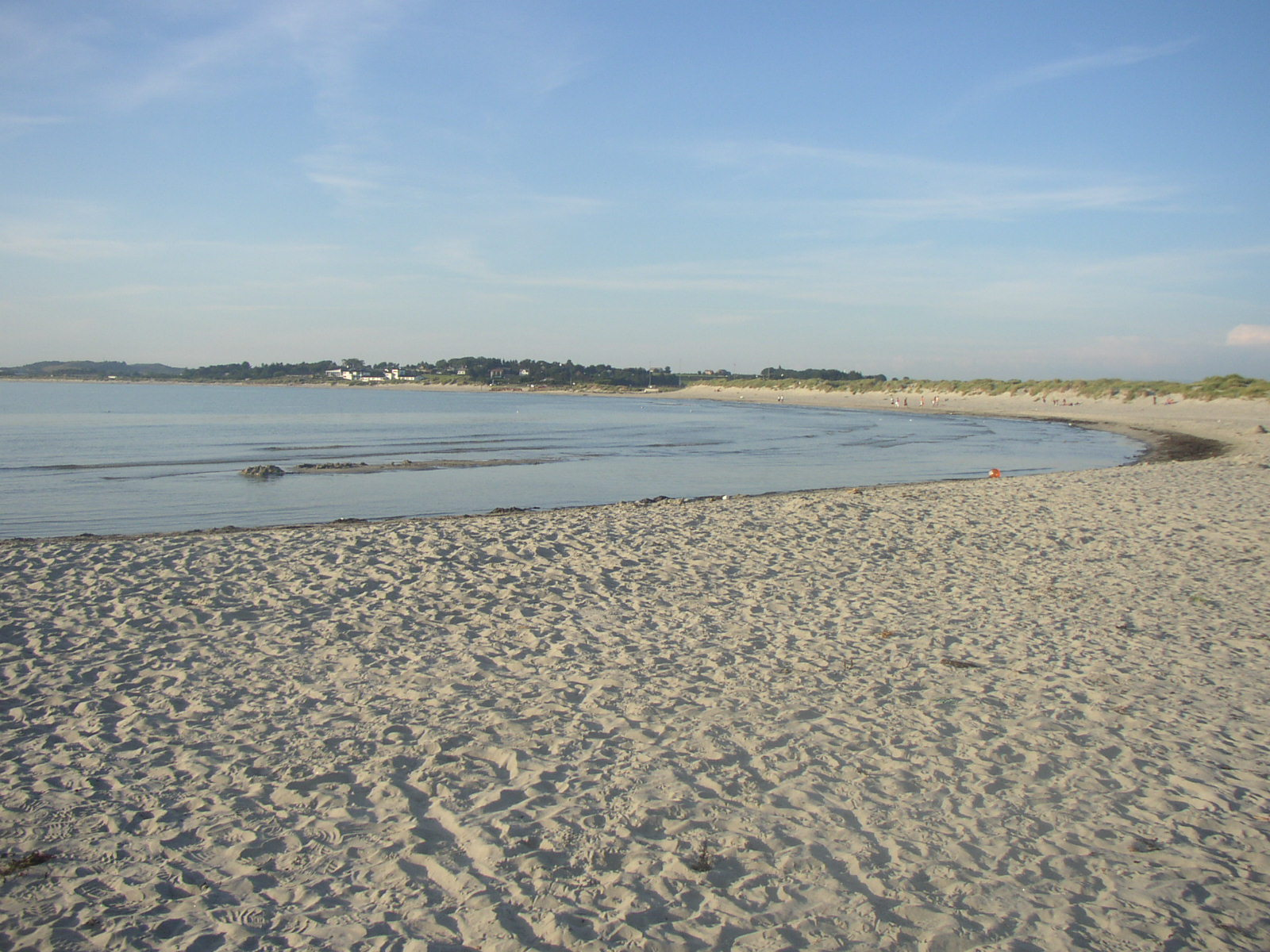
La playa de Sola

El museo de la historia de la aviación da una visión única en la historia de la aviación noruega de la Segunda Guerra Mundial hasta nuestros días, con las exposiciones que nos muestran más de 30 aviones históricos. El aeropuerto de Stavanger, Sola es el aeropuerto más viejo de Noruega, y fue fundado en 1937. En el aeropuerto de Sola, ocurrió el primer aterrizaje de tropas enemigas durante la Segunda Guerra Mundial, ocurrió cuando cayeron los paracaidistas alemanes, los fallschirmjägers del 1r batallón del 1r regimiento, 7th Flieger Division en la campo de aviación. « Sola » se convirtió en un campo de aviación importante para los alemanes durante la Segunda Guerra Mundial.